# Synagris negusi
Synagris negusi är en stekelart som beskrevs av François du Buysson 1906. Synagris negusi ingår i släktet Synagris och familjen Eumenidae. Inga underarter finns listade i Catalogue of Life.